# Karate Warrior
Karate Warrior ist ein italienischer Martial-Arts-Film von Fabrizio De Angelis aus dem Jahr 1987. Der Film markiert den Auftakt einer sechsteiligen Reihe und gilt als italienische Antwort auf das US-amerikanische Vorbild Karate Kid.

## Handlung
Der sechzehnjährige Anthony Scott reist auf die Philippinen, um seinen Vater Paul Scott zu besuchen, den er seit drei Jahren nicht mehr gesehen hat. Kurz nach seiner Ankunft wird Anthony von einer Straßengang zusammengeschlagen und ausgeraubt. Er freundet sich mit Maria an, der Tochter eines Ladenbesitzers, der von einer Schutzgelderpresserbande unter der Führung des brutalen Karate-Champions Quino bedroht wird.
Als Anthony versucht, sich gegen Quino zu behaupten, wird er schwer verletzt und für tot gehalten. Der zurückgezogen lebende Mönch Kimura, einst Quinos Lehrer, findet Anthony und pflegt ihn gesund. Kimura unterweist Anthony in den Künsten des Karate und lehrt ihm die geheime Technik des „Drachenschlags“.
Beim alljährlichen Karateturnier kommt es zum entscheidenden Duell zwischen Anthony und Quino. Mit Hilfe seiner neu erlernten Fähigkeiten gelingt es Anthony, Quino zu besiegen und der unterdrückten Bevölkerung Hoffnung zu geben.

## Produktion und Veröffentlichung
Regie führte Fabrizio De Angelis. Die Drehbücher schrieben Fabrizio De Angelis und Dardano Sacchetti. Die Produzent war ebenfalls Fabrizio De Angelis. Die Musik komponierte Simon Boswell und für die Kameraführung war Giuseppe Pinori verantwortlich. Für den Schnitt verantwortlich war Alberto Moriani. Der Film kam am 3. September 1987 in die italienischen Kinos.
Am 24. Februar 2023 erschien der Film in einer ungekürzten Fassung mit der Altersfreigabe „ab 12 Jahren“ auf DVD und Blu-ray in Deutschland.

## Synchronisation
| Figur          | Schauspieler      | Deutscher Synchronsprecher |
| -------------- | ----------------- | -------------------------- |
| Anthony Scott  | Kim Rossi Stuart  | Sven Hasper                |
| Meister Kimura | Ken Watanabe      | Klaus Miedel               |
| Julia Scott    | Janet Agren       | Sabine Jaeger              |
| Maria          | Jannelle Barretto | Maud Ackermann             |
| Paul Scott     | Jared Martin      | Norbert Gescher            |
| Quino          | Enrico Torralba   | Frank Schaff               |

## Rezeption
- Lexikon des internationalen Films: „Stereotyper Karatefilm um den ewigen Kampf zwischen Gut und Böse.“[5]

## Fortsetzungen
Regisseur Fabrizio De Angelis alias Larry Ludman verantwortete auch die fünf Fortsetzungen, beginnend mit Karate Warrior 2 (Il ragazzo dal kimono d'oro 2) aus dem Jahr 1988 bis Karate Warrior VI aus dem Jahr 1993. In Teil 2 übernahm erneut Kim Stuart die Hauptrolle, ab Teil 3 stand Ron Williams im Fokus.